# Pyridoxamine
La pyridoxamine est l'une des formes de la vitamine B6, avec la pyridoxine et le pyridoxal.